# 伊利因斯科耶区
伊利因斯科耶区（俄语：Ильинский район）是俄罗斯联邦伊万诺沃州下辖的一个区，其行政中心为伊利因斯科耶-霍万斯科耶。据2016年统计，该区的人口为8634人。